# Eugène Frot
Eugène Frot, född 2 oktober 1893, död 10 april 1983, var en fransk jurist, publicist och politiker.
Eugène Frot blev socialistisk deputerad 1924 och invaldes 1928 av radikalsocialisterna. Han inträdde 1932 i Socialistiska och republikanska unionen, för vars kammargrupp han blev ordförande. Frot var medlem av flera regeringar, bland annat som inrikesminister januari–februari 1934 under Édouard Daladier. Han blev 1941 medlem av nationalrådet i Vichy. Efter andra världskriget kom han inte att spela någon framträdande roll.